# Cryptantha cynoglossoides
Cryptantha cynoglossoides là loài thực vật có hoa trong họ Mồ hôi. Loài này được (Phil.) I.M.Johnst. mô tả khoa học đầu tiên năm 1927.